# ジョイントベンチャー (輸送船)
HSV-X1 ジョイントベンチャー（HSV-X1 Joint Venture, IX-532）は、アメリカ陸軍が運用していた、民間船を転用した高速双胴輸送船。当初は、アメリカ海軍によって運用されていたが、陸軍に移管された。

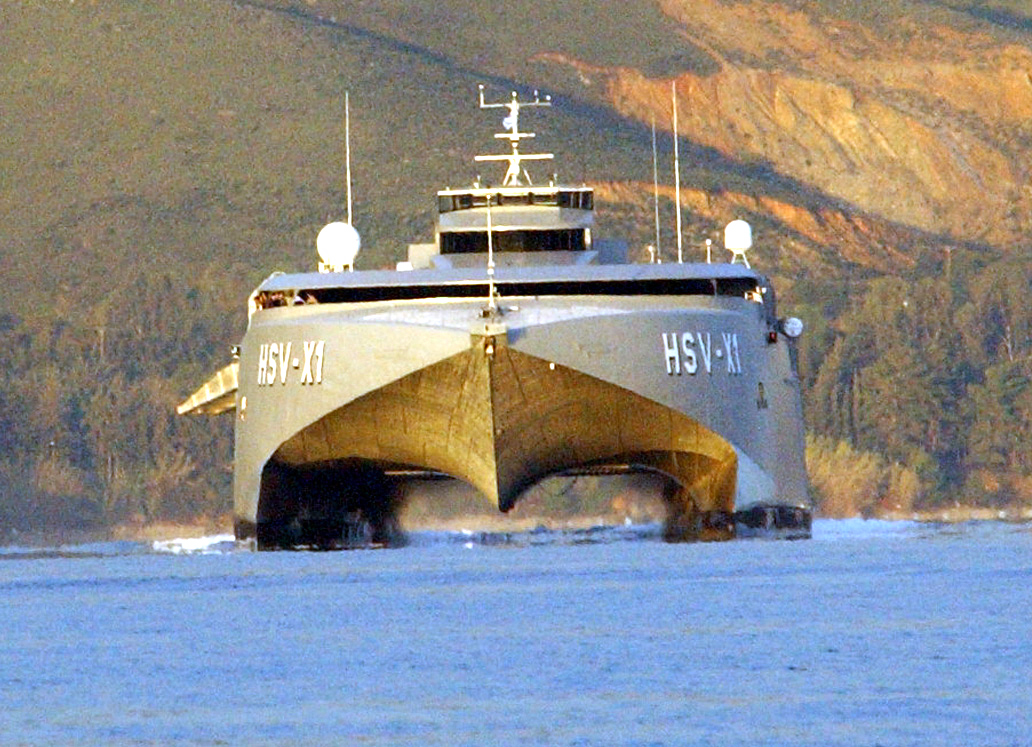
ウェーブ・ピアーサー型双胴船という特徴的な船型を採用している。

オーストラリア、タスマニア州のインキャット社によって建造された。軍用に転用後、ヘリコプターを離着艦させる為の飛行甲板が追加された。
ジョイントベンチャーは、短時間で再構成可能であり、様々な任務を実行できる。最大で、戦闘兵325人と400トンの物資を40ノットの速度で3,000マイル輸送可能であった。
2008年にマン島スチームパケット社に売却され、現在は同社の高速フェリー『マナナン』として運用されている。